# Vespadelus caurinus
Vespadelus caurinus és una espècie de ratpenat de la família dels vespertiliònids. És endèmic del nord i nord-oest d'Austràlia. Els seus hàbitats naturals són les zones boscoses, els herbassars i els matollars de les regions tropicals. És una espècie en risc mínim, és a dir, no sembla que hi hagi cap amenaça significativa per a la seva supervivència. El nom específic, caurinus, deriva de Caurus, el nom que donaven els antics romans al vent del nord-oest, en referència a la part d'Austràlia on viu aquest ratpenat.

## Estat de conservació
No hi ha grans amenaces per a aquesta espècie, però les colònies de cria són especialment sensibles a les pertorbacions humanes.